# کارستن بونک
کارستن بونک (انگلیسی: Carsten Bunk؛ زادهٔ ۲۹ فوریهٔ ۱۹۶۰) قایقران روئینگ اهل آلمان شرقی بود.